# Saint-Quentin-Centre (tổng)
Tổng Saint-Quentin-Centre là một tổng ở tỉnh Aisne trong vùng Hauts-de-France.

## Các đơn vị cấp dưới
Tổng Saint-Quentin-Centre gồm 1 xã với dân số 20 189 người (điều tra năm 1999, dân số không tính trùng)
| Xã            | Dân số     | Mã bưu chính | Mã insee |
| ------------- | ---------- | ------------ | -------- |
| Saint-Quentin | 20 189 (1) | 02100        | 02691    |

(1) một phần xã.

## Biến động dân số
| 1962                                                     | 1968 | 1975 | 1982 | 1990   | 1999   |
| -------------------------------------------------------- | ---- | ---- | ---- | ------ | ------ |
| -                                                        | -    | -    | -    | 21 538 | 20 189 |
| Nombre retenu à partir de 1962 : dân số không tính trùng |      |      |      |        |        |